# زراعة بالمشاركة
الزراعة بالمشاركة هو نظام زراعة يستفيد فيه المزارع بالمشاركة من أصول زراعية لا يملكها في مقابل بعض النسب المئوية من الأرباح. وبدلاً من ذلك، سيحصل المزارع بالمشاركة أحيانًا على أجر من المالك، على الرغم من أن هذا الشخص في الطبيعي يكون مزارعًا مستأجرًا أو عاملاً زراعيًا. ويكمن التطبيقان المشتركان في مفهوم الزراعة بالمشاركة في المزارعة وآلات الحلب، على الرغم من تطبيقهما على أنواع أخرى من الصكوك الزراعية.
وتشيع المزارعة بالمشاركة في المستعمرات الإفريقية وأسكتلندا وأيرلندا، وقد دخلت حيز الاستخدام على نطاق واسع في الولايات المتحدة أثناء عصر إعادة الإعمار (في أواخر القرن 19). وفي أوروبا، خاصةً فرنسا وإيطاليا، تم تطبيق نظام المزارعة بالمشاركة الذي يسمى بنظام السكاج (حق تملك الأراضي في مقابل خدمات) بشكل واسع.
وعلى الرغم أنه يمكن النظر إلى المزارعة كشكل من أشكال الظلم والاضطهار مثل نظام العبودية الإقطاعي ويتم تطبيقه في الوقت الراهن في العديد من المناطق الفقيرة مثل الهند، فإنه أيضًا شائع في دول متقدمة للغاية. تقع الحالة الثانية عندما لا يفضل المزارعون الأفراد تحمل مسؤوليات الأصول الزراعية مثل الأراضي أو الماشية، وفي الإجراءات التي لا تعد حالة من حالات الاستغلال.

## المزارعة
تعد المزارعة التطبيق الأكثر شيوعًا لمبدأ المزارعة بالمشاركة. وفي الممارسات العملية، يعمل المزارعون المشاركون في أراضٍ لا يملكونها مقابل نصيب يتفاوت من شخص لآخر من إجمالي الأرباح. ويعد ذلك في العديد من الحالات التي تتم فيه هذه الممارسة في العديد من المجتمعات الزراعية الفقيرة شكلاً من أشكال الاستغلال. وقد بدأت المزارعة بعد الحرب الأهلية وانتهت بين عامي 1930 و1940 لأنه عندما ظهرت الميكنات الزراعية التي يسرت من عملية الزراعة، أصبح أصحاب الأراضي بغير حاجة إلى المزارعين العاملين في الحقول.

## الآت الحلب
هو أسلوب من أساليب المزارعة بالمشاركة يُطبق على صناعات الألبان. إن العاملين في مجال آلات الحلب يميلون لامتلاك الأبقار، لكنهم يستخدمون المرافق غير المملوكة لهم لحلب الأبقار. وهذا غالبًا ما يكون ترتيبًا مناسبًا لمرافق عملية الحلب، والتي تظل فارغة وغير مستخدمة لعدة ساعات يوميًا.